# Anthophora walteri
Anthophora walteri là một loài Hymenoptera trong họ Apidae. Loài này được Gonzalez mô tả khoa học năm 2004.